# Zāy

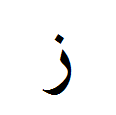
Zay in isolierter Form

Zāy (arabisch ﺯﺍﻱ) oder Zāʾ (زاء), auch Zain oder Zayn (زين), eingedeutscht Sai bzw. Sain, ist der elfte Buchstabe des arabischen Alphabets. Er ist aus dem phönizischen Zajin hervorgegangen und dadurch mit dem lateinischen Z, dem griechischen Zeta und dem hebräischen Zajin verwandt. Ihm ist der Zahlenwert 7 zugeordnet.

## Lautwert und Umschrift
Das Zay entspricht dem stimmhaften S in „Siegfried“. Es ist deutlich vom stimmlosen s (wie in „Smog“) zu unterscheiden, da dieser Laut im Arabischen in Form des Sīn ebenfalls vorhanden ist. In der DMG-Umschrift wird Zay mit „z“ wiedergegeben, während der Duden – da „z“ im Deutschen wie „ts“ gesprochen wird – die Umschreibung mit „s“ empfiehlt. In englisch- und französischsprachigen Texten, wo das Z regelhaft den stimmhaften s-Laut bezeichnet, steht für Zay immer „z“.
Das Zay ist ein Sonnenbuchstabe, d. h., ein vorausgehendes al- (bestimmter Artikel) wird assimiliert.

## Graphische Abwandlungen
Um den im Schriftarabischen nicht vorkommenden weichen „sch“-Laut (wie J in „Journal“) schreiben zu können, wurde im persischen Alphabet der Buchstabe Že aus dem Zay entwickelt.

## Zay in Unicode
| Unicode Codepoint | U+0632             |
| Unicode-Name      | ARABIC LETTER ZAIN |
| HTML              | &#1586;            |
| ISO 8859-6        | 0xd2               |